# Lunay
Lunay é uma comuna no departamento de Loir-et-Cher, no centro da França.

## Geografia
Lunay está localizada a 15 km (9,3 milhas) a oeste da cidade de Vendôme, no noroeste do departamento e 180km a sudoeste de Paris. O Rio Loir corre ao longo das margens leste e sul da comuna por 8km.
Lunay faz fronteira com Thoré-la-Rochette, Mazangé, Fortan, Savigny-sur-Braye, Fontaine-les-Coteaux, Montoire-sur-le-Loir, Les Roches-l'Évêque e Saint-Rimay.